# Diógenes da Fenícia
Diógenes da Fenícia (em grego: Διογένης; romaniz.: Diogénes; em latim: Diogenes) foi um filósofo bizantino do século VI. Era nativo da Fenícia. Segundo Agátias e a Suda, era filósofo e pagão. Esteve entre os filósofos de Atenas que, devido ao fechamento da Academia sob ordens do imperador Justiniano I (r. 527–565), buscaram asilo na corte do xainxá Cosroes I (r. 531–579) em 531/2. Ficou desapontado com o Império Sassânida e finalmente retornou ao Império Bizantino em 532 junto com outros filósofos gregos, protegidos por um tratado que garantia sua segurança.